# Troy Edgar
Troy D. Edgar (né en 1966 ou 1967) est un homme politique, homme d'affaires et vétéran de la marine américaine. Il est connu pour avoir été maire de Los Alamitos, en Californie, à trois reprises entre 2009 et 2019, et pour avoir occupé le poste de directeur financier (Chief Financial Officer) du Département de la Sécurité intérieure des États-Unis (DHS) de 2020 à 2021. En décembre 2024, le président élu Donald Trump le nomme sous-secrétaire adjoint à la Sécurité intérieure pour son second mandat, une nomination confirmée par le Sénat le 6 mars 2025.

## Biographie

### Jeunesse et formation
Troy Edgar nait en 1966 ou 1967 aux États-Unis. Il obtient un baccalauréat en sciences et une maîtrise en administration des affaires (MBA) de l’Université de Californie du Sud à Los Angeles. Avant d’entrer en politique, il sert dans la marine américaine.

### Carrière professionnelle et politique
Edgar commence sa carrière dans le secteur privé, notamment chez Boeing, où il occupe le poste de directeur financier pour une division de logistique aéronautique militaire de 3 milliards de dollars. Il fonde également Global Conductor, une firme de conseil spécialisée dans la transformation des entreprises du Fortune 500.
En politique, il est maire de Los Alamitos à trois reprises : de 2009 à 2010, de 2012 à 2014, et de 2018 à 2019. En 2012, il se présente sans succès à l’Assemblée de l’État de Californie dans le district 72.
En mars 2019, il est nommé directeur financier du Département de la Sécurité intérieure (DHS) par le président Trump, poste confirmé par le Sénat le 12 mai 2020 avec un vote de 62-31. Il supervise alors un budget de 90 milliards de dollars et 240 000 employés, soutenant des initiatives comme la construction du mur frontalier.
Le 16 décembre 2024, Trump annonce sa nomination comme sous-secrétaire adjoint à la Sécurité intérieure, un rôle clé dans la gestion des politiques d’immigration et de sécurité nationale. Le Sénat confirme cette nomination le 6 mars 2025 par un vote de 53-43.

## Vie privée
Troy Edgar est marié et père de famille. Il occupe également des postes dans diverses organisations, dont le conseil d’administration de l’Orange County Sanitation District.